# Cotorra de Vieillot
La cotorra de Vieillot (Pyrrhura frontalis) és una espècie d'ocell de la família dels psitàcids que habita els boscos del sud-est del Brasil, el Paraguai, Uruguai i nord de l'Argentina.